# 黃暐傑
黃暐傑（1993年9月26日—），是台灣棒球選手，守備位置為投手，曾效力於美國職棒亞利桑那響尾蛇、德州遊騎兵、舊金山巨人及匹茲堡海盜，曾在2019年於德州遊騎兵時期登上大聯盟。目前效力於中華職棒味全龍。

## 業餘時期
高中就讀高苑工商，曾在2010年及2011年帶領球隊闖進高中棒球聯賽的冠軍戰，並連續兩年都順利擊倒對手平鎮高中，完成二連霸，高中畢業後便進入國立台灣體育運動大學就讀，大一便帶領球隊闖進大專棒球聯賽的冠軍賽，並靠著後援五局無失分的優異表現成功扳倒文化大學，順利奪得冠軍，也因為大學時期球速達到154km/h，且有在各大賽事都有優異的表現，因此吸引了國外球探關注，並在2014年8月與美國職棒亞利桑那響尾蛇簽下小聯盟合約，開啟職棒生涯。

## 職棒時期

### 亞利桑那響尾蛇
2015年是黃暐傑旅美後的首個球季，一開始從1A起步，以開季3連勝的成績，於季中入選美國職棒大聯盟未來之星明星賽，為首位旅美首年就入選未來之星明星賽的台灣球員，季末入選亞洲棒球錦標賽中華代表隊，是首次披上國家隊戰袍。
2016年，升上高階1A，但在春訓時受傷，因此直到5月份才拿下本季首勝，也因為受傷的關係，球季都在1A及高階1A等級徘徊，2016年小聯盟成績總計出賽16場，3勝3敗，防禦率5.88。
2018年，季中升上2A，初登板投4.1局失1分，不過在季中交易大限前被交易至德州遊騎兵，而響尾蛇則獲得投手Jake Diekman。

### 德州遊騎兵
2018年11月，為了避免遭到規則五選秀，因此遊騎兵將黃暐傑放入40人名單中，也因此受邀參加2019年的春訓。
2019年4月23日，首度升上大聯盟，為台灣史上第15位登上大聯盟的球員，同日完成大聯盟首度出賽，中繼2.1局，被敲3支安打，失掉2分（1分責失），有2次保送和1次三振，防禦率3.86，最快球速94.6英里（約152公里），隔日隨即被下放至3A。
2019年12月，被遊騎兵移出了40人名單，後重新簽下小聯盟合約。

### 自由球員
2020年，受到COVID-19疫情的影響，小聯盟賽季停擺，8月遭到遊騎兵釋出，9月宣布和前一年同樣遭到遊騎兵釋出的台灣投手曾仁和一起加盟澳洲棒球聯盟奧克蘭喙頭蜥，但澳洲同樣受到疫情影響，奧克蘭喙頭蜥宣布退出聯賽一年，因此兩人皆無球可打，其中曾仁和宣布將返回台灣參加中華職棒選秀會，而黃暐傑則繼續尋求旅外機會。
2021年，於9月份宣佈加盟澳洲棒球聯盟阿德萊德巨人，希望可以力拚投回大聯盟，但澳洲當地仍然受到疫情的影響，澳洲棒球聯盟宣布賽季取消，因此轉加盟多明尼加冬季棒球聯盟。

### 舊金山巨人
2022年，和舊金山巨人簽下小聯盟合約，正式重返美國職棒體系。

### 匹茲堡海盜
2022年季末遭到規則五選秀，被匹茲堡海盜選中，再次力拚大聯盟機會。
2023年獲邀參加大聯盟春訓，更因此婉拒參加世界棒球經典賽，希望能藉此調整自己的狀況，做好上大聯盟的準備，未料在4月時因為右手手肘感到不適，經診斷後確認為韌帶撕裂，因此必須動Tommy John手術，賽季也宣告報銷。
2024年9月因受Tommy John手術尚未能恢復遭匹茲堡海盜釋出。

### 味全龍
黃暐傑報名2025年中華職棒選秀會，為唯一投入選秀的旅外球員。6月30日，黃暐傑在選秀會中被味全龍以第一指名選中。8月5日，味全龍以年限1年半、月薪50萬的合約簽下黃暐傑。

## 職棒生涯成績
| 年度 | 球隊       | 出賽 | 先發 | 勝投 | 敗投 | 中繼 | 救援 | 完投 | 完封 | 四壞 | 三振 | 責失 | 投球局數 | 自責分率 | 被上壘率 |
| ---- | ---------- | ---- | ---- | ---- | ---- | ---- | ---- | ---- | ---- | ---- | ---- | ---- | -------- | -------- | -------- |
| 2019 | 德州遊騎兵 | 4    | 0    | 0    | 0    | 0    | 0    | 0    | 0    | 5    | 2    | 2    | 5.2      | 3.18     | 2.29     |
| 合計 | 1年        | 4    | 0    | 0    | 0    | 0    | 0    | 0    | 0    | 5    | 2    | 2    | 5.2      | 3.18     | 2.29     |

## 外部連結
- 黃暐傑在台灣棒球維基館上的頁面（繁體中文）
- 黃暐傑在美國職棒官網（英语）
- 黃暐傑在Baseball-Reference.com（大聯盟）（英语）
- 黃暐傑在Baseball-Reference.com（小聯盟以及海外聯盟）（英语）
- 黃暐傑在ESPN（MLB）（英语）
- 黃暐傑在FanGraphs.com（英语）
- 黃暐傑在The Baseball Cube（英语）